# Autonome rechtsorde
Een autonome rechtsorde is een rechtsorde "die uit eigen hoofde bepaalt wat haar werkingssfeer is (zowel zakelijk, persoonlijk, geografisch als temporeel), wanneer zij uit eigen hoofde bepaalt wat de rechtsgevolgen zijn voor situaties die onder die werkingssfeer vallen (kwesties van toepassing, geldigheid en uitlegging), en uit eigen hoofde bepaalde wat de verhouding is tussen deze autonome orde en andere rechtsstelsels".:65 Het gemeenschapsrecht (ook wel acquis communautaire genoemd) van de Europese Economische Gemeenschap (EEG), later de Europese Unie (EU), is een voorbeeld van een internationale autonome rechtsorde, die niet alleen geldt voor de verdragsluitende partijen (in dit geval de EU-lidstaten), zoals in het klassieke internationaal recht), maar de rechten en plichten ervan ook geldig zijn voor alle onderdanen van deze partijen (in dit geval bijvoorbeeld burgers, bedrijven en organisaties van lidstaten).:65 Het belangrijkste kenmerk is dat (in dit geval) lidstaten van de Europese Unie kunnen worden gebonden aan de rechten en plichten die het gemeenschapsrecht toekent aan hun onderdanen.:65
In twee belangrijke arresten van het Europees Hof van Justitie is de communautaire rechtsorde van de Europese Gemeenschap bestempeld als autonome rechtsorde::65
- (1963) Van Gend en Loos-arrest[2]:65
- (1964) Arrest Costa/ENEL.[2]:65

Nederland heeft een autonome rechtsorde maar deze wordt steeds vaker gederogeerd door de Europese autonome rechtsorde. Dat wil zeggen dat Europese rechtsregels belangrijker zijn dan Nederlandse rechtsregels, ofwel lex superior derogat legi inferiori (vrij vertaald: de hogere wet overtreft de lagere wetten).